# Dasyhelea flavoscutellata
Dasyhelea flavoscutellata är en tvåvingeart som först beskrevs av Zetterstedt 1850.  Dasyhelea flavoscutellata ingår i släktet Dasyhelea och familjen svidknott. Inga underarter finns listade i Catalogue of Life.